# Monterde de Albarracín
Monterde de Albarracín – gmina w Hiszpanii, w prowincji Teruel, w Aragonii, o powierzchni 45,21 km². W 2011 roku gmina liczyła 66 mieszkańców.